# Мясников, Александр Фёдорович
Алекса́ндр Фёдорович Мяснико́в (наст. фамилия Мясникя́н, псевдоним — Мартуни; арм. Ալեքսանդր Ֆյոդորի Մյասնիկյան; бел. Аляксандр Фёдаравіч Мяснікоў; 28 января [9 февраля] 1886, Нахичевань-на-Дону — 22 марта 1925, близ Тифлиса, Закавказская Социалистическая Федеративная Советская Республика) — революционер, партийный и государственный деятель, один из руководителей установления советской власти в Белоруссии. Автор ряда трудов по теории марксизма-ленинизма, истории революционного движения и армянской литературы.

## Биография
Родился 28 января (9 февраля) 1886 года в Нахичевани-на-Дону в семье мелкого торговца армянского происхождения. Учился в церковно-приходской школе и в Нахичеванско-донской армянской семинарии, которую окончил в 1903 году.
В 1906 году окончил Лазаревский институт в Москве; 19 ноября 1912 года получил диплом юридического факультета Московского университета.
Революционную деятельность начал в составе армянских революционно-националистических групп, во время первой русской революции примкнул к социал-демократам. Член РСДРП с 1906 года. В том же году был арестован за хранение нелегальной литературы и осуждён к административной высылке в Баку. Там познакомился с С. Г. Шаумяном, оказавшем на него большое влияние. После окончания срока ссылки вернулся в Москву и возобновил учёбу в университете. С 1910 года публикуется в марксистских газетах и журналах, создал революционный студенческий кружок. С 1911 по 1912 году проходил воинскую службу в Русской императорской армии, получил чин прапорщика запаса (1912). Работал в Москве помощником присяжного поверенного, продолжая сотрудничать с большевистской прессой. По утверждению одного из знавших его лиц, после участия в первой русской революции и ареста отошёл на несколько лет от революционной деятельности и вновь примкнул к большевистскому движению только после революции.
С началом первой мировой войны в 1914 году вновь был призван в русскую армию. Служил начальником учебной команды 121-го запасного полка в Дорогобуже, с мая 1915 года — в штабах 3-го армейского корпуса и 10-й армии на Западном фронте. В январе 1917 года переведён в одну из частей Западного фронта. Награждён орденами: Святого Станислава 3-й степени, Святой Анны 3-й степени и Святого Станислава 2-й степени.
Сразу после Февральской революции приехал в Минск, где активно включился в революционную работу среди солдат и вошёл в состав Минского комитета РСДРП(б). В апреле 1917 года избран в президиум солдатского комитета Западного фронта. Один из создателей большевистской газеты Звязда. Участвовал в VI съезде партии большевиков в июле-августе в Петрограде. С сентября 1917 года по май 1918 года председатель Северо-Западного областного комитета РКП(б). После получения известия об Октябрьской революции Мясников сразу создал Военно-революционный комитет в Минске, возглавил его и сыграл ведущую роль в установлении Советской власти в Минске (которая была установлена там без кровопролития).
С ноября 1917 года главнокомандующий Западным фронтом, председатель Облисполкома Западной области (Облиспкомзап бел. Аблвыкамзах). С 12 декабря около двух недель временно исполнял должность верховного главнокомандующего во время отсутствия Н. В. Крыленко. При начале германской интервенции в феврале 1918 года не смог организовать оборону Минска, в результате чего город был сдан германским войскам без сопротивления. Попытки организовать партизанскую борьбу также были безуспешны. Однако ему удалось организовать вывоз до падения города основную часть артиллерии и боеприпасов.
В июне 1918 года командующий Приволжским фронтом против Чехословацкого корпуса. Затем на партийной работе в Смоленске.
С 31 декабря 1918 года — председатель Центрального бюро Коммунистической партии (большевиков) Беларуси. С 4 по 27 февраля 1919 года — председатель ЦИК (правительство) Советской Социалистической Республики Белоруссии (ССРБ), заместитель Председателя СНК ССРБ и нарком ССРБ по военным делам. Выступал за создание единого государства с РСФСР. Примыкал к «военной оппозиции».
Весной 1919 года отозван в Москву, назначен военным руководителем при Московском комитете РКП(б); 25 сентября контужен при взрыве в зале заседаний Московского комитета РКП(б), устроенного так называемым Всероссийским повстанческим комитетом революционных партизан «Анархисты подполья». С 27 сентября 1919 — секретарь Московского комитета РКП(б). Во время советско-польской войны был начальником политуправления Западного фронта.
С мая 1921 года — председатель Совета народных комиссаров и нарком по военным делам Армянской ССР, одновременно заместитель председателя СНК ЗСФСР; член Кавказского бюро ЦК РКП(б). С 1922 года — председатель Союзного Совета ЗСФСР и первый секретарь Закавказского крайкома РКП(б). Одновременно член РВС СССР, член Президиума ЦИК СССР. Кандидат в члены ЦК партии (1923—1925).
Погиб 22 марта 1925 года в авиационной катастрофе близ Тифлиса вместе с Атарбековым и Могилевским и еще двумя лётчиками. На траурном митинге выступил с речью Л. Д. Троцкий.
Похоронен в Тбилиси в саду Коммунаров в братской могиле с погибшими в авиакатастрофе.

## Память

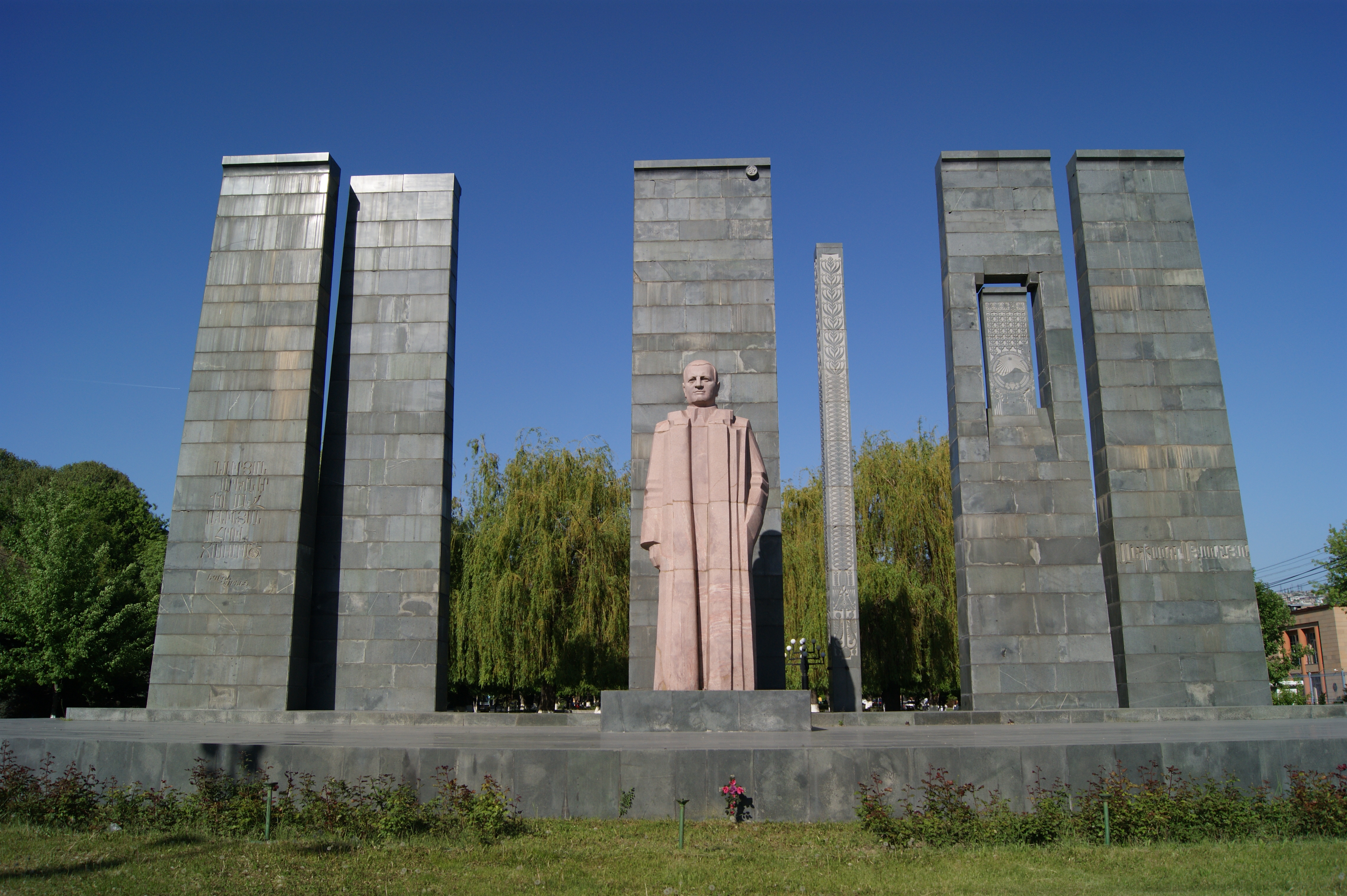
Памятник в Ереване

- В Минске в 1932 году именем А. Ф. Мясникова назван вагоноремонтный завод, на территории которого в его честь установлен памятник.
- Его имя носит также одна из площадей в центре Минска и прилегающая к ней улица[8].
- Именем А. Ф. Мясникова в 1959 году названа улица в Витебске[9].
- Именем А. Ф. Мясникова в 1961 году названа улица в Волгограде.
- Его именем назван район в Ростовской области и улица в городе Ростове-на-Дону (в исторической части Нахичевани), а также микрорайон Мясникован в северной части города — частный сектор с по преимуществу армянским населением.
- Качинское высшее военное авиационное ордена Ленина Краснознамённое училище лётчиков имени А. Ф. Мясникова.
- Мясниковабад — прежнее название пгт Алиабад, Нахичеванская АО, Азербайджан.
- В Ереване его именем названы проспект и площадь, на которой установлен памятник.
- Мартуни, псевдоним А. Ф. Мясникяна, дал название 2 городам — в Гегаркуникской области Республики Армения и в Нагорном Карабахе.
- Имя Александра Мясникова в советское время носила улица в Тбилиси (ныне — Григория Хандзтели).
- Каменный бюст Александра Мясникяна. Скульптор — Рафик Гарегинович Хачатрян (Хачар), 1937—1993 гг.

Мемориальные доски и информационная табличка
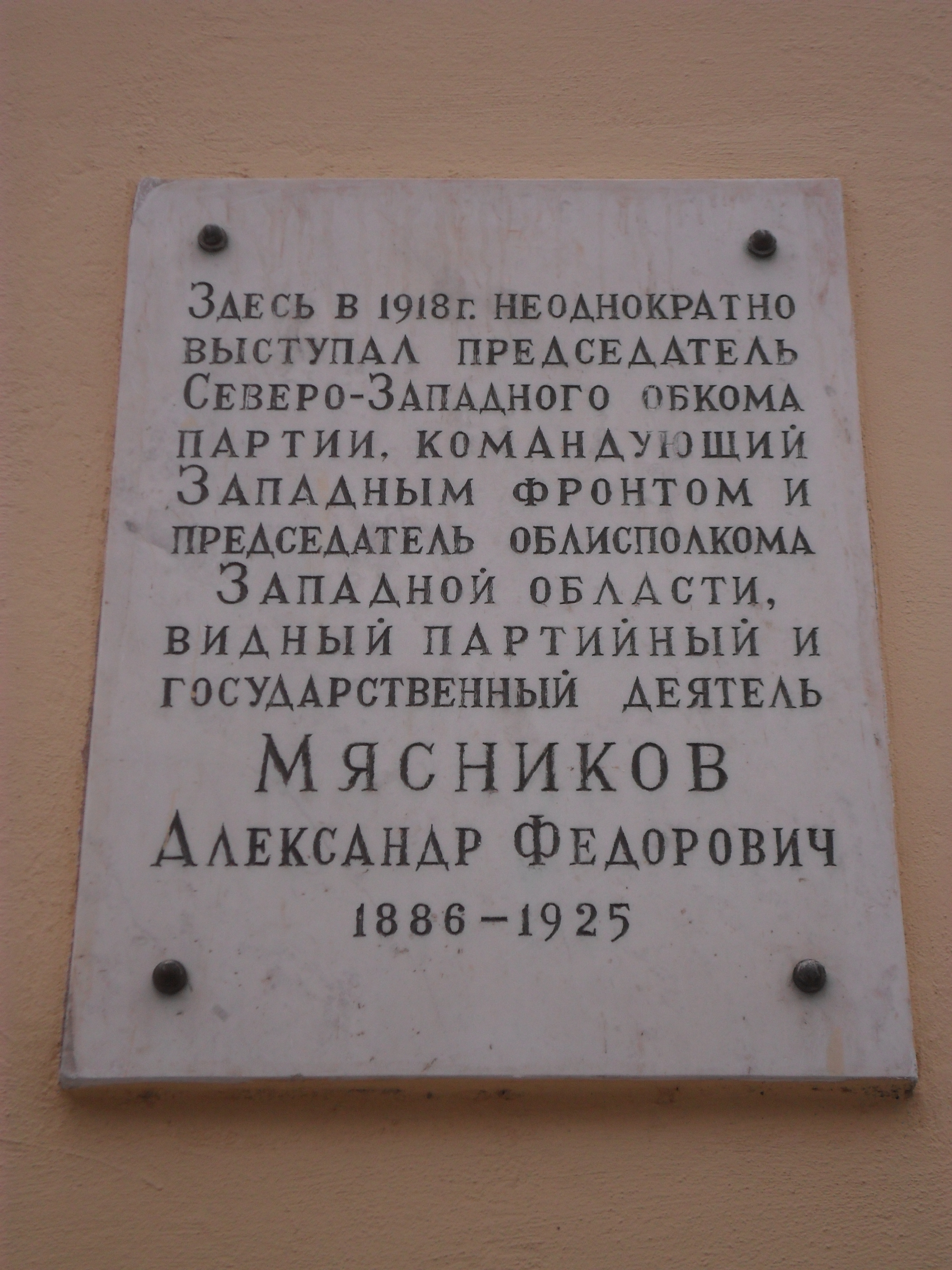
На здании, где выступал Мясников, на улице Глинки в Смоленске
На доме по улице 19 линия № 10 в Ростове-на-Дону
На улице в Ростове-на-Дону
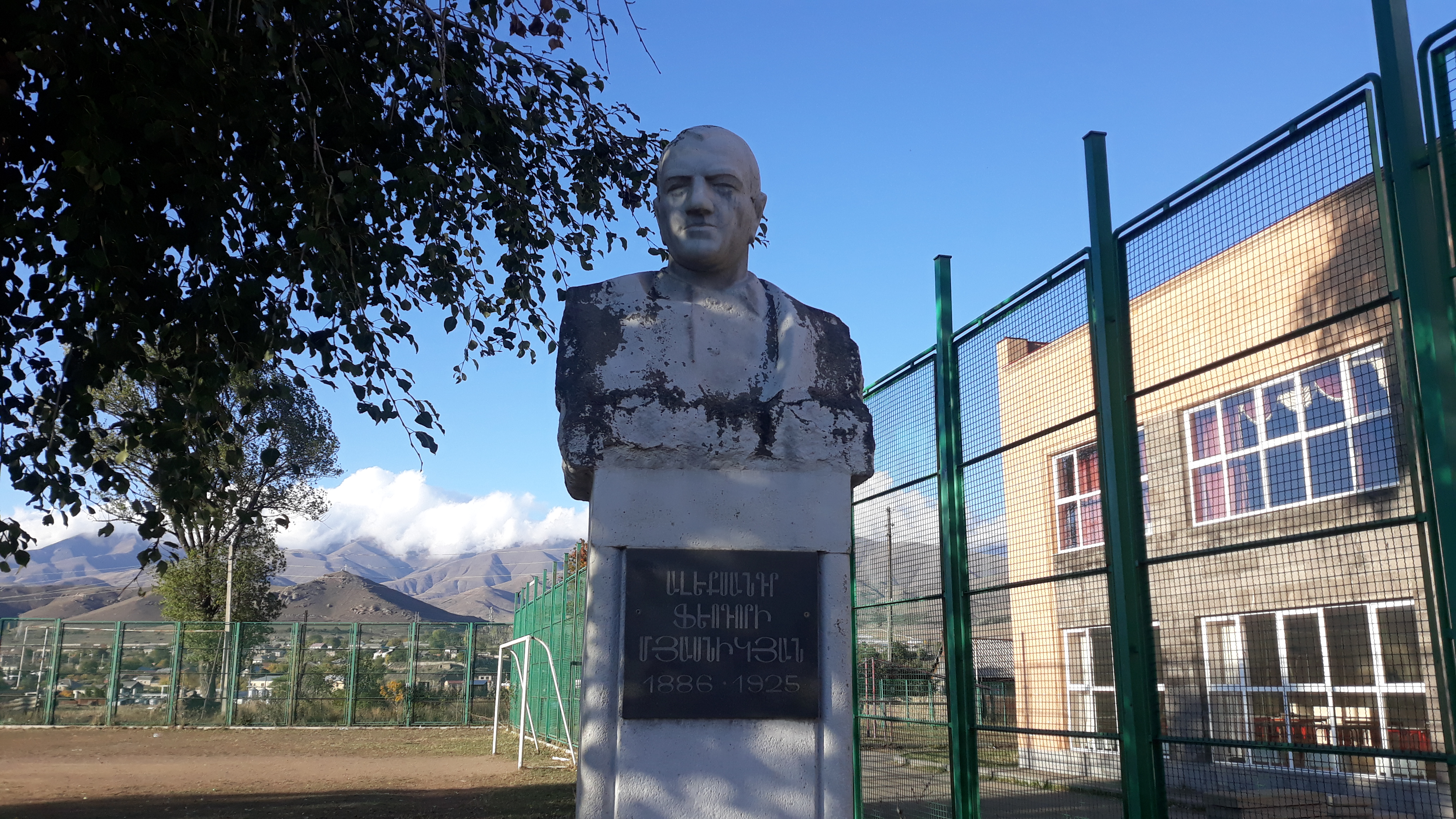
Бюст с Спитаке

## В культуре
- 1967 — «Штрихи к портрету В. И. Ленина», фильм 1-й «Поимённое голосование». В роли Александра Мясникова — Евгений Дубасов
- 1976 — киностудия «Арменфильм», фильм «Рождение» о роли А. Мясникова в установлении Советской власти в Армении, главную роль исполнил актёр Хорен Абрамян.

## Сочинения
- Избранные произведения. / Пер. с арм. — Ереван: Айастан, 1965.
- Избранные произведения. — М.: Политиздат, 1985
- Армянские политические партии за рубежом. — Тифлис, 1925.